# Eviota nebulosa
 Eviota nebulosa és una espècie de peix de la família dels gòbids i de l'ordre dels perciformes.

## Morfologia
Els mascles poden assolir els 1,9 cm de longitud total.

## Distribució geogràfica
Es troba des de l'Àfrica oriental fins al sud de la Gran Barrera de Corall, Palau, Guam i Enewetak (Micronèsia).